# NGC 3074
NGC 3074 је спирална галаксија у сазвежђу Мали лав која се налази на NGC листи објеката дубоког неба.
Деклинација објекта је + 35° 23' 36" а ректасцензија 9h 59m 41,2s. Привидна величина (магнитуда) објекта NGC 3074 износи 12,7 а фотографска магнитуда 13,4. NGC 3074 је још познат и под ознакама UGC 5366, MCG 6-22-47, CGCG 182-54, NPM1G +35.0178, IRAS 09567+3537, PGC 28888.